# Вайдейліа (Луїзіана)
Вайдейліа (англ. Vidalia) — місто (англ. city) в США, в окрузі Конкордія штату Луїзіана. Населення — 4027 осіб (2020).

## Географія
Вайдейліа розташована за координатами 31°34′0″ пн. ш. 91°26′26″ зх. д. / 31.56667° пн. ш. 91.44056° зх. д. (31.566753, -91.440443).  За даними Бюро перепису населення США в 2010 році місто мало площу 6,72 км², уся площа — суходіл.

## Демографія
Згідно з переписом 2010 року, у місті мешкало 4299 осіб у 1707 домогосподарствах у складі 1186 родин. Густота населення становила 640 осіб/км².  Було 1874 помешкання (279/км²).
Расовий склад населення:
| - 72,0 % — білих - 26,2 % — чорних або афроамериканців - 0,4 % — азіатів - 0,2 % — корінних американців |

До двох чи більше рас належало 0,7 %. Частка іспаномовних становила 1,5 % від усіх жителів.
За віковим діапазоном населення розподілялося таким чином: 25,8 % — особи молодші 18 років, 57,6 % — особи у віці 18—64 років, 16,6 % — особи у віці 65 років та старші. Медіана віку мешканця становила 39,2 року. На 100 осіб жіночої статі у місті припадало 88,6 чоловіків;  на 100 жінок у віці від 18 років та старших — 82,2 чоловіків також старших 18 років.
Середній дохід на одне домашнє господарство  становив 48 767 доларів США (медіана — 34 533), а середній дохід на одну сім'ю — 57 337 доларів (медіана — 48 526). Медіана доходів становила 31 544 долари для чоловіків та 25 852 долари для жінок. За межею бідності перебувало 23,6 % осіб, у тому числі 25,1 % дітей у віці до 18 років та 7,6 % осіб у віці 65 років та старших.
Цивільне працевлаштоване населення становило 1697 осіб. Основні галузі зайнятості: освіта, охорона здоров'я та соціальна допомога — 24,3 %, публічна адміністрація — 16,9 %, роздрібна торгівля — 15,7 %.